# Кукова Острва на Светском првенству у атлетици у дворани 2004.
Кукова Острва су први пут учествовала на Светском првенству у атлетици у дворани 2004. одржаном у Будимпештиу од 5. до 7. марта. Репрезентацију Кукових Острва представљао је један такмичар, који се такмичио у трци на 60 метара.
На овом првенству такмичар Кукових Острва није освојио ниједну медаљу али је остварио лични рекорд.

## Учесници
Мушкарци:
- Хармон Хармон — 60 м

## Резултати

### Мушкарци
| Атлетичар     | Дисциплина | Лични рекорд | Квалификација | Квалификација | Полуфинале           | Полуфинале           | Финале               | Финале       | Детаљи |
| Атлетичар     | Дисциплина | Лични рекорд | Резултат      | Место         | Резултат             | Место                | Резултат             | Место        | Детаљи |
| ------------- | ---------- | ------------ | ------------- | ------------- | -------------------- | -------------------- | -------------------- | ------------ | ------ |
| Хармон Хармон | 60 м       |              | 7,23 ЛР       | 6. у гр. 1    | Није се квалификовао | Није се квалификовао | Није се квалификовао | 55 / 58 (53) |        |